# Park Podolski

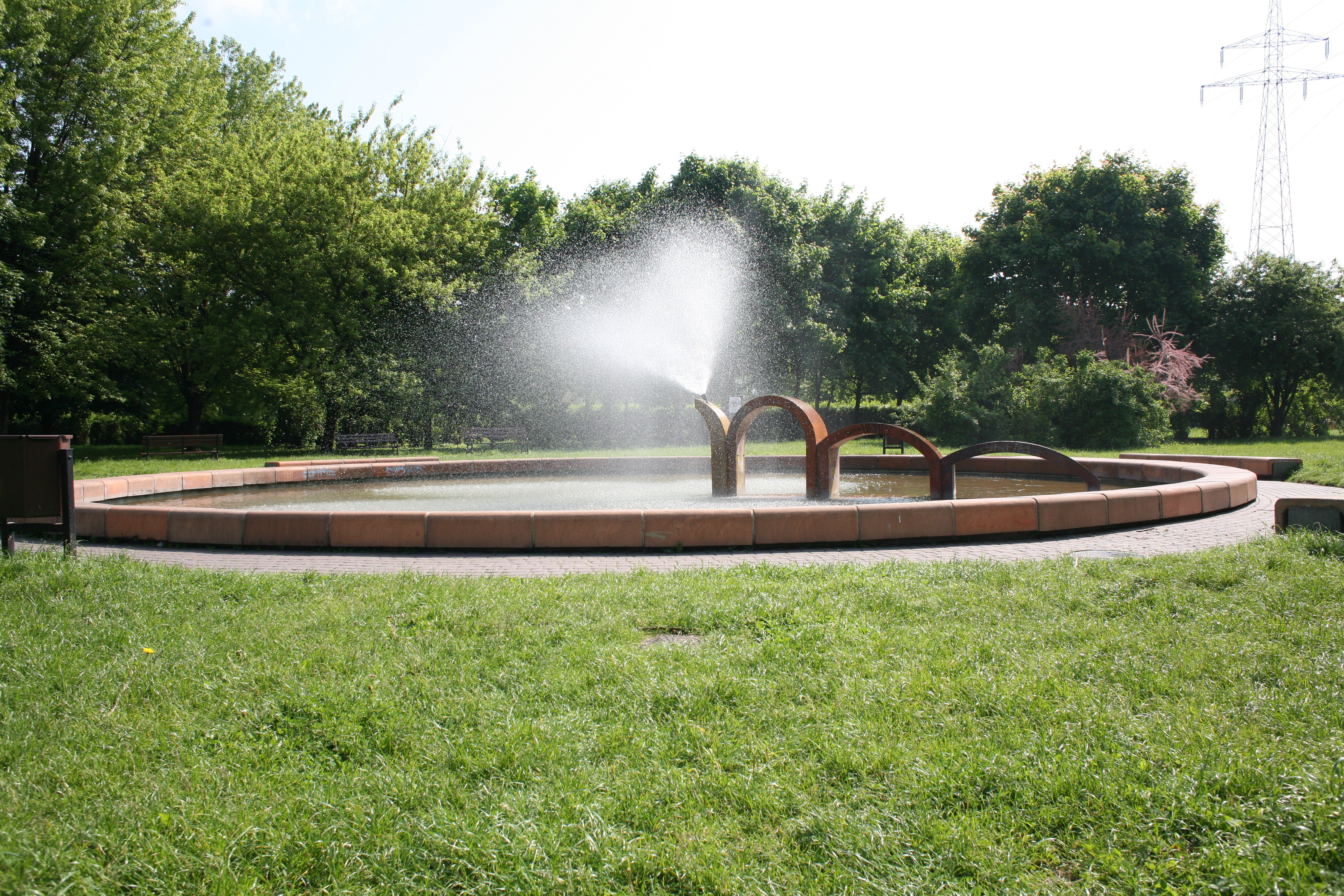
Fontanna parkowa (maj 2010)

Park Podolski – park miejski w Łodzi położony na terenie dzielnicy Widzew (osiedle Zarzew) przy granicy z dzielnicą Górna (osiedle Dąbrowa), nad ukrytą w kanale rzeką Dąbrówką. Granica zachodnia parku przebiega wzdłuż alei marsz. Edwarda Śmigłego-Rydza, południowa – ulicą Zbaraską. Jego powierzchnia wynosi 14,8 ha. Park został założony w 1970 roku. 

## Historia
Dawniej obszar parku leżał na pograniczu dominium chojeńskiego i łódzkich dóbr biskupstwa włocławskiego.
W 1970 roku powstała jego zachodnia część, usytuowana pomiędzy aleją marsz. Edwarda Śmigłego-Rydza a ulicą Tatrzańską. Znajdują się tu dwie fontanny, stoły szachowe oraz stoły do gry w tenisa stołowego. Wschodnią, większą część parku utworzono później, lecz nie jest ona tak zagospodarowana jak część zachodnia. Znajdują się tu: bramki do gry w piłkę nożną, plac zabaw, skatepark, stoły do gry w tenisa stołowego, stoły szachowe, rozległe trawniki posadzone z myślą o rozrywce psów, kościół Trójcy Przenajświętszej wzniesiony w latach 1993–2003 wraz z plebanią oraz tor do jazdy na łyżworolkach.
W latach 1978–1991 Park im. ZMS. Obecna nazwa pochodzi od ulicy Podolskiej (obecnie ul. Grota–Roweckiego), która znajduje się w sąsiedztwie.
W 2013 roku pojawił się pomysł, aby zamiast dotychczasowej nazwy parku nadać mu imię rotmistrza Witolda Pileckiego. Postulat ten wysunęła jedna z lokalnych organizacji prawicowych. Władze miasta odrzuciły jednak projekt. Idea zmiany nazwy podzieliła również samych mieszkańców.
W zachodniej części parku, w pobliżu ulicy Tatrzańskiej powstaje tężnia solankowa – projekt zgłoszony i wybrany w 5. edycji budżetu obywatelskiego na rok 2018.
Od 2 kwietnia 2017 roku, po reorganizacji układu komunikacyjnego, pętla okrężna autobusu linii „71” (warianty A i B), znajdująca się u zbiegu ulic Zbaraskiej z Juliusza Kossaka, w bezpośrednim sąsiedztwie parku, nosi nazwę „Park Podolski”.

## Dendroflora parku

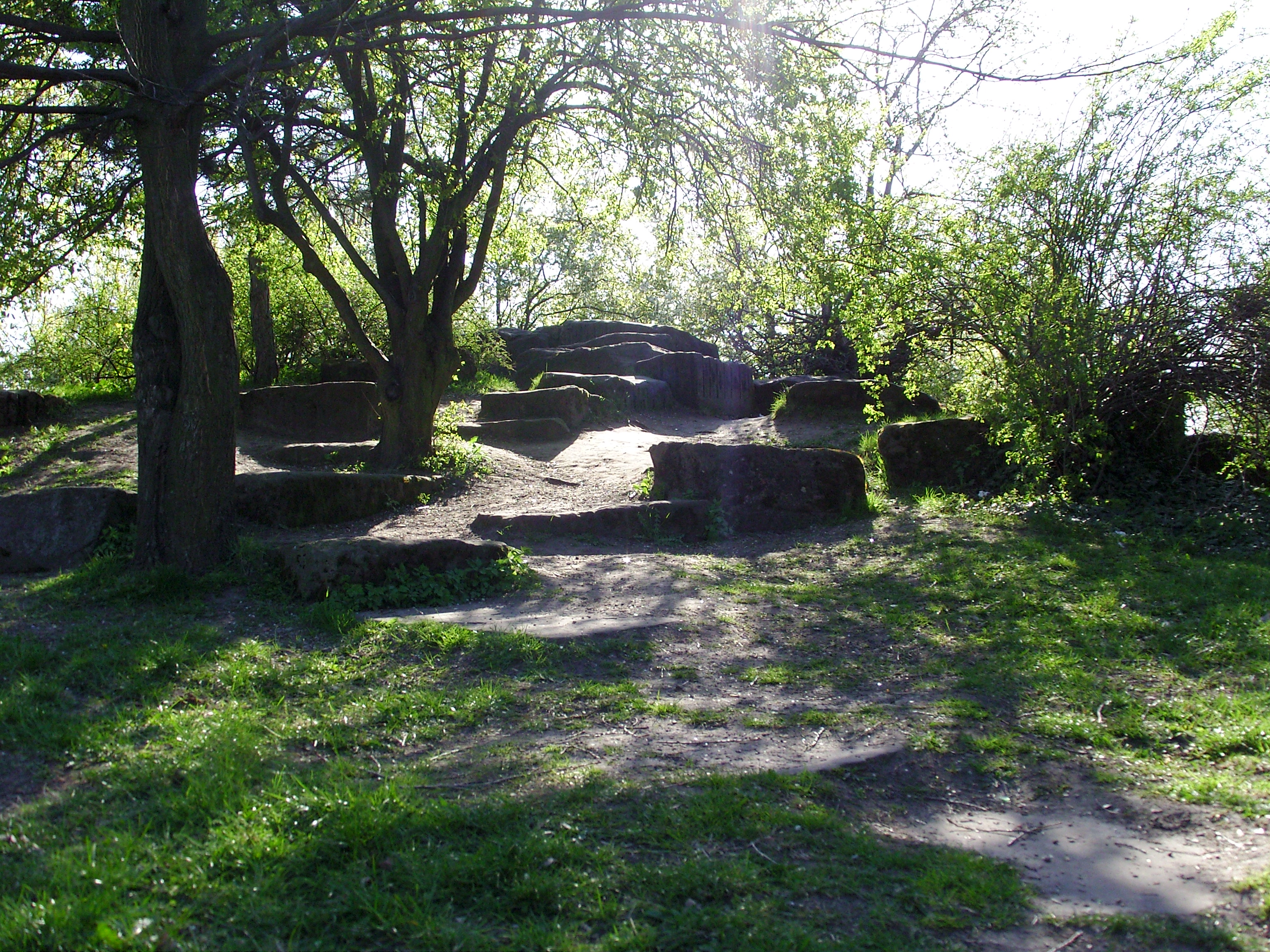
Skałki w parku Podolskim (kwiecień 2010)

W zachodniej części parku, na tzw. skałkach dla dzieci, rośnie sosna czarna. Wzdłuż alejek znajdują się okazy klonu jaworu, klonu ginnala oraz głogu. Krzewy tam występujące to irga, róża i pięciornik. Rosną także niektóre gatunki kasztanowca i lipy oraz glediczja. Obrzeża parku porastają topole z jemiołą. Kilka krzewów forsycji rośnie przy wejściu do parku od strony ulicy Tatrzańskiej.
We wschodniej części parku największymi drzewami są topole chińskie i włoskie. Kuliste klony zwyczajne, klony srebrzyste, lipy krymskie, kasztanowce, jarzęby szwedzkie i głogi jednoszyjkowe można spotkać przy alejkach. Czerwonolistne śliwy wiśniowe posadzono w dwóch skupiskach. W pobliżu kościoła rośnie okaz białopstrego klonu jesionolistnego, a także wielkolistne krzewy tawuły japońskiej oraz suchodrzewy tatarskie. W dalszej okolicy występują pęcherznica kalinolistna oraz forsycja. Magnolie porastają tereny przylegające do osiedlowych garaży. Wzdłuż południowych alejek rosną natomiast: klon jawor, jesion wyniosły, jabłoń purpurowa, bez lilak, tamaryszek drobnokwiatowy, róża wielokwiatowa, grab pospolity, klon jesionolistny, lipa drobnolistna, robinia akacjowa, glediczja oraz dąb szypułkowy.

## Fauna parku
W parku Podolskim bytują takie ptaki jak: sikory bogatka i modra, pliszka siwa, szpak, gawron, sroka, gołąb miejski, gołąb grzywacz, sierpówka, kos, kawka i wróbel domowy. Często spotykane są też kaczki krzyżówki, znajdujące w parku swoje pożywienie.

## W pobliżu

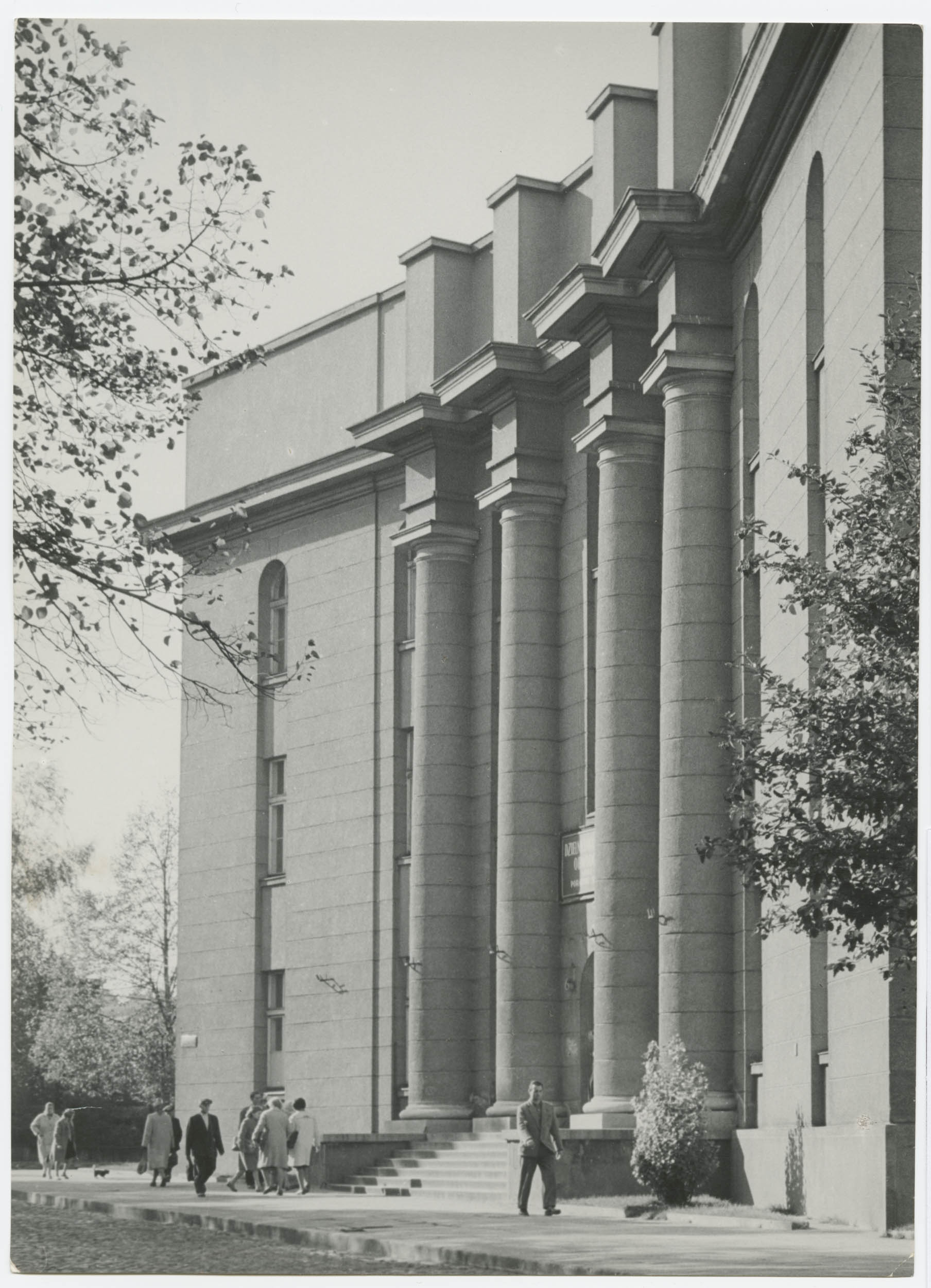
Przychodnia przy ul. Leczniczej, fot. z lat 50.–60. XX wieku

### Obiekty przyrodnicze
- pomnik przyrody – dąb szypułkowy przy ul. gen. Jarosława Dąbrowskiego – 460 m na północ,
- park im. gen. Jana Dąbrowskiego – 1,4 km na zachód,
- park Nad Jasieniem – 1,6 km na północ,
- Park Miejski przy ul. Leczniczej – 1,65 km na północny zachód,
- park im. Legionów – 2,3 km na południowy zachód[1].

### Zabytki i inne obiekty
- Kościół św. Anny z 1905 r. – 730 m na północ,
- dawna przędzalnia bawełny Teodora Steigerta przy ul. Milionowej 55 – 1,4 km na północ,
- willa Teodora Steigerta przy ul. Milionowej 53 – 1,4 km na północ,
- szpital im. św. Anny (obecnie im. Jonschera) z 1884 r. przy ul. Milionowej 14 – 1,5 km na północ,
- Przychodnia Miejska przy ul. Leczniczej z 1930 r. – 1,7 km na południowy zachód,
- dawna łaźnia miejska przy ul. Rzgowskiej 34 – 1,9 km na zachód,
- dawna fabryka Leonhardta przy ul. Rzgowskiej – 1,9 km na zachód,
- dawna fabryka wyrobów bawełnianych braci Stolarow przy ul. Rzgowskiej 26/28 – 2 km na zachód,
- willa Ernsta Leonhardta przy ul. Pabianickiej 2 – 2,5 km na zachód,
- wille wspólników Leonhardta przy ul. Bednarskiej 15 i 15a – 2,5 km na południowy zachód[1].